# 乔·福尼尔
乔·福尼尔（Joe Fournier，1983年1月23日—），英国商人、職業拳击手。

## 早期生涯
一些信息源表示福尼尔出生在摩纳哥，而后来才搬到英国伦敦。  而泰晤士报则报道他是在伦敦出生，之后才搬到了摩纳哥。 福尼尔曾就读于肯辛顿的Lycée Français Charles De Gaulle de Londres（夏尔·戴高乐法国学校），而后入学了本地的美国社区学校。在他的父母离婚之后，福尼尔随着母亲搬到了豪恩斯洛，并就读于Ashton House小学和 Isleworth & Syon学校。自他的父母离婚後，他就与他的母亲住在一起之后，福尼尔曾經每天都有私人司机接送上学，父母離婚後只好乘坐公共汽车上學。 
福尼尔在圣玛丽大学学习人类生物学和运动科学。他常常往來于佛罗里达的迈阿密和伦敦之间。

## 商业
在因舟状骨受伤被迫退出篮球生涯后，福尼尔创立了自己的健身房。
福尼尔于2012年将他的健身公司与工作室一同出售给了一家富时100指数成分股公司。
福尼尔随后投资了夜总会，开设了并拥有Whisky Mist、The Rose Club、Bonbonniere London和Streaky Gin等多家夜总会。

## 拳击
2015年，福尼尔开始了他的职业拳击生涯。他与Hayemaker Promotions签约。他在多米尼加共和国对阵豪尔赫布尔戈斯的轻重量级比赛中首次亮相。他在2016年6月与穆斯塔法·斯蒂尼的比赛之后药物检测呈陽性（西布曲明），隨後他被NADO禁赛至2020年12月。

## 个人生活
福尼尔与穆罕默德·法拉一起上过学，并将他视为他最亲密的朋友之一。 